# 幸いなる心の貧しき者へのミサ
『幸いなる心の貧しき者へのミサ』（原題（ラテン語）：missa beati pauperes spiritu ）はオーストリアの現代作曲家クラウス・ラングが作曲したミサ曲。

## 成立
グラーツでの「Musikprotokoll 2005」で、ライブ・エレクトロニクス版（楽器節約のため）が初演された。この録音がCD収録された。ただし、収録されているtoccata per l'elevazioneはミサ曲の中には含まれていない別作品である。自らの母親に献呈された。

## 作風
ヨーロッパ教会音楽の専門家でもあるクラウス・ラングは、これまでのところミサ曲を1曲しか完成していない。
各弦楽器の倍音上の調律と同じものがトロンボーンに使われる。極めて遅いテンポと極限の弱音の中、聖歌が伝統的に提示されたのち各楽器は単純カノンであとを追う。聖歌の拡大形はあまりにも遅すぎるので対位法関係をほとんど認識することが出来ない。ソプラノは一切歌詞を歌うことはなく、フォルマントに対応する母音の提示しかなされない。オクターブ置換も曲の進行に合わせて頻繁に用いられるが、操作は非常に厳密なために高音域のハーモニクスを左手のピッチカートで演奏せよという、極めて演奏不可能な箇所が弦楽パートに頻出する。伝統的なミサの形式と旋法をそのまま使っており、ラング音楽の弱音のストレスが精神的に緩和されているのが大きな特徴。

## 出版
楽譜はZeitvertriebから。35ユーロ。